# 美援

美援在台灣的通用標誌之一

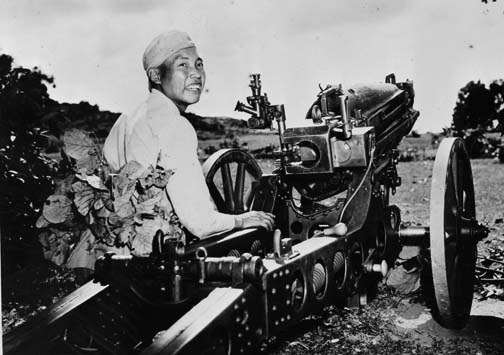
二戰期間國民革命軍遠征部隊駐印軍士兵在瓦魯班戰役中操作美國支援的75mmM1榴彈炮

美國援助，即美援，在廣義說法是指美國政府在第二次世界大戰期間開始，對中華民國政府正式提供的貸款和軍事物資等援助。
若不計抗日戰争，從遷移台湾後的1949年至1966年，合計無償贈與現金與武器共36.096億美元，另有貸款3.518亿‌美元。以1960年為例，台灣全年GDP為17.43億美元，美援之贈與部分即超越2年GDP總額。
美援除提供資金外，也主導經濟體制與政策，對經濟發展而言，主導經濟體制與政策遠比提供資金重要。
美援是1958年匯率改革及解除管制的真正推手，台灣進入出口大爆發。
而狹義說法是指中華民國时任總統蔣中正領導的中華民國政府遷移臺灣後，在美国国会通過《共同安全法》從1951年10月10日開始到1965年6月30日為止，臺灣島成為美国在亞太地區防堵共產勢力擴張的第一島鏈一環，同西歐、日本、韓國等形成國際中的反共陣營，而在經濟上繼續獲得美國的援助。

## 歷史背景

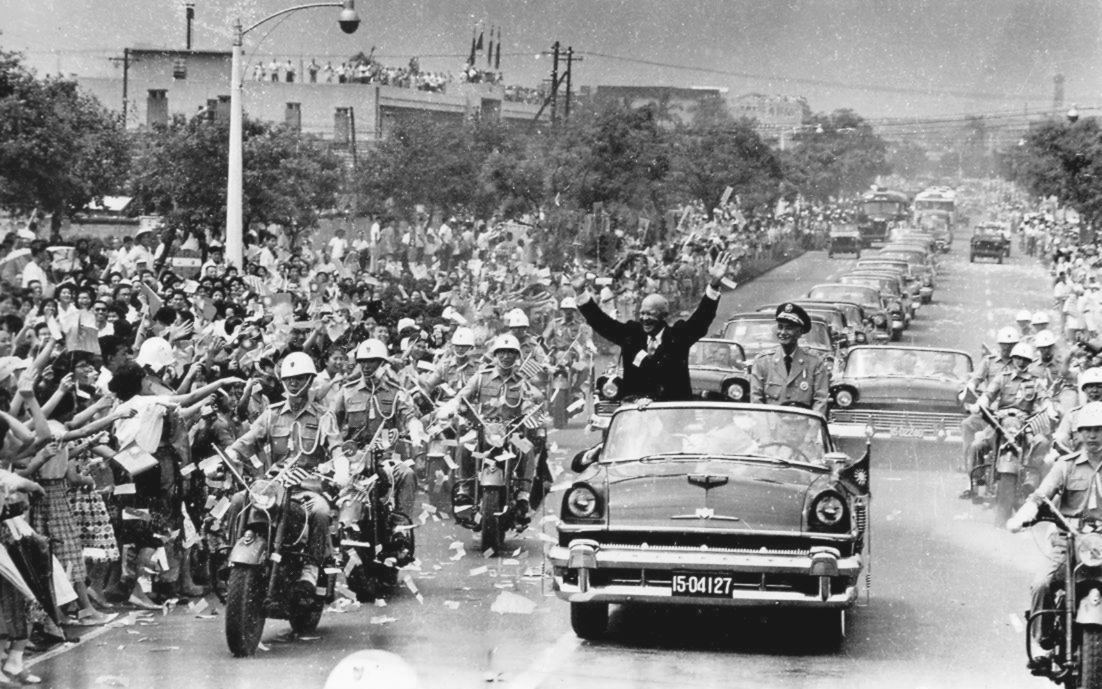
美國時任總統艾森豪於1960年6月18日訪問臺灣期間與中華民國時任總統蔣中正搭敞篷車前往圓山行館途中接受熱情群眾夾道歡迎。蔣氏夫婦親至臺北松山機場迎接艾森豪等同行代表，而艾森豪本人亦於傍晚在總統府前廣場對50萬群眾發表演說。隨後，台美双方领导人發表聯合公報以穩固邦誼，並譴責中国人民解放军對金門縣隔日砲擊之行为，也依《中美共同防禦條約》「共同抵禦中共在本地區之挑釁」。艾森豪與蔣中正在第二次世界大戰中分別擔任歐洲及中國戰區的盟軍統帥

在大蕭條時代中華民國牽連遭受銀價風波，國民政府施行法币改革以穩定金融物價，時中方多番尋求美國限制銀價及以附加條件之合約形式控制白銀交易，1935年時财政部长孔祥熙時便要求施肇基施壓美方購買8000万盎司（2,300公噸）白銀。美财长摩根韬和美总统羅斯福後緊急磋商，決定同意購買5000万盎司（1,400公噸）的白銀，同時摩根韜決定再轉變改變美國的白銀政策。1935年12月9日美國財政部宣佈改變在倫敦市場購銀的方式，紐約白銀價格也在40日內從0.65美元/盎司跌至0.45美元/盎司。然而由於此時法幣發行準備金仍主要為白銀，白銀跌價貶值連帶再次動搖到法幣信用，中國從而再度尋求美國協助穩定銀價：摩根韜回覆表示，需要派孔祥熙或宋子文來美國商談，但二人推辭財政困難無法脫身，最終由時上海商業儲蓄銀行總經理陳光甫率領的財政部代表團出訪，於1936年4月初抵達美国首都华盛顿——美國出於援助中國抗日的利益考慮，對中國代表團的要求十分積極，順利達成《中美白銀協定》，允諾從中國購買75,000,000盎司（2,100公噸）白銀，而大大加強法幣信用，為日後美援樹立先聲。
邁入二戰時期國民革命軍與日軍作戰時，美國將中美關係定位為「中美兩國並肩對日作戰」，透過《租借法案》開始對中華民國進行援助。
1937年－1949年美國對中華民國援助總金額為35.23億美元，其中，15.15億美元為中日戰爭相持階段的援助，佔比為40%；20.07億美元為國共內戰時期的援助，佔比為60%。開始時在對日作戰時所得的美援物資，在同盟國當中屬於最少的：1941年先獲得援助金有2,600萬美元，僅達年度美國對外租借總額的1.7%；1942年的援助比例為1.5%；1943年與1944年都保持在0.4%；到1945年二戰結束前，才提升到11.07億美元，比例為8%。
1948年7月3日，中華民國外交部長王世與美国驻华大使司徒雷登在南京簽定《中華民國政府與美利堅合眾國政府關於經濟援助之協定》（簡稱《中美經濟援助協定》）；同年，行政院設立行政院美援運用委員會（简称“美援会”），美國則在上海成立經濟合作總署中國分署。
1948年12月30日，美援会台灣辦事處成立。

1949年國府遷台，美援会隨之遷往台灣，並且由陳誠擔任主任委員；同年美國停止援助，直到韓戰爆發才在1951年繼續。美援計畫由中華民國與美國聘請美國「懷特工程顧問公司」擔任審查，懷特公司並派出經理狄寶賽於1949年來臺擔任負責人。從1951年到1965年，中華民國大約每年自华盛顿得到大約1億美元貸款；1951年，因韓戰爆发，在此背景下，第一批美援物資運往台灣。1954年，中華民國與美國簽定《中美共同防禦條約》，並且成立了美軍協防台灣司令部以及駐台美軍顧問團，駐台美軍開始協防台灣。美援的內容除包括民生物資與軍事戰略物資之外，也包括基礎建設所需的物資，例如建築道路、橋樑、堤壩、電廠及天然資源的開發等，德基水庫便是美援貸款之下的產品。另外，美方除實質上的物資援助中華民國之外，各種技術合作與開發亦廣泛的進行；同時，華府亦鼓勵台灣的大學與美國境內的大學進行學術合作與人才交流，更以實際資金來協助中華民國的大學興建校舍。另外，戰後美國對中華民國傾注的大量貸款，解決了當時中華民國外匯資金不足的發展問題。
1957年，美援由原本的贈與性質改為贈與及貸款並行；贈與性質的援助款由主持援外事項的國際合作總署主管，而生產性的經濟開發計畫則由美國設立的開發貸款基金貸款。1959年，美國對中華民國的金援逐漸減少。1962年後，美國認為臺灣的經濟開發程度已高、不再適用防衛資助，美援方式大部分改為貸款；以貸款後的第11年起，分30年無息償還。
1965年7月，华盛顿停止對中華民國的援助貸款。中華民國自從1951年到1965年總計15年間接受美國的經濟支援達14.8億美元，還有冷戰時期美国对中華民國的軍事援助約42.2億美元（大多是二戰裁減下的船艦及新開發待驗證的噴射機）。
2004年1月，中華民國政府積欠美方的貸款已全部清償完畢。

## 支援內容

### 中國抗日戰爭時期
1937年7月中日戰爭爆發，僅僅一個星期後美國就向中華民國提供了5,000萬美元的貸款，當時中方是以每盎司0.45美元的價格把存於美國準備為貸款擔保的6,200萬盎司白銀出售給美國，再用這筆資金購入黃金，將黃金存入美國聯邦儲備銀行來作為擔保。而6,200萬盎司白銀在當時最多不過價值2,800萬美元，所以美國所出貸款明顯高於擔保價而帶有援助性質。在太平洋戰爭爆發後面的四年多時間，美國還有繼續大量收購中華民國持有的白銀，僅在1937年到1938年間就收購了3.12億盎司，總價值1.572億美元。同時美國還放棄了在《中美白銀協定》中要求中方必須保持貨幣準備金的25%是白銀的規定，以放寬對中華民國出售白銀的限制。另美國甚至把舊金山造幣廠已為中方所鑄造好的300萬盎司銀元也一併收購。時報章評論此舉是「既能幫助中國，又不刺激日本，還能避免國會與最高法院麻煩的少數好辦法之一」。
除此之外，美國還分別有過多次「貸款」援助：包括1937年的黃金抵押貸款，再到1938年的桐油借款，1940年的華錫借款、鎢砂借款，最後的則是1941年的金屬借款和平准基金貸款，而借款的條件是隨時間而越來越優惠。累計上述貸款本金總共2.4億美元，中華民國是僅還款半數，剩餘資金相當於變相贈款。而美國在正式參戰後的1942年還向中方提供了5億美元貸款，用以穩定國民政府的戰時財政。
到1941年4月中旬左右蘇日中立條約簽署後蘇聯正式結束援助中華民國對抗日本入侵，美國羅斯福總統即在5月初宣告中華民國被納入《租借法案》的適用範圍之內，從而取代蘇聯、成為中華民國對日作戰的主要援助國，從美國手中獲得包括技工、卡車、燃料以及道路修築設備等重要的人員與物資支援，也開啟之後更長而廣泛的合作關係。。

### 內戰時期
同時美國國防部移交70架C-47運輸機及一些尚可使用的飛機给中华民国政府。
马歇尔调停時期，美国对中华民国軍援包含兩種，一是贈與及信貸，另一種是軍事顧問團的設立，根據美国参议院外交委员会聽證報告，自二次大戰結束後美提供給國民政府的軍需品種類繁多數量龐大。大約包含：小型武器的軍火，炸彈、飛機、坦克、汽車、軍艦、運輸艦、醫藥、衣服等，全部的軍需品贈與及信貸至1949年3月21日為止，總共約998,700,000美元。其中797,700,000美元為贈與，其餘20,100,000美元為信用貸款。事實上，這些援助的軍需品的實際價值遠超出所列出的數目，而且不算在上面所列的援助，尚有出售剩餘軍需的一筆價值一億零二百萬美元，另外尚有670萬美元的物品、5600噸的彈藥等等。此外，在馬歇爾調停時期，另还有一些贈與及信貸，根據《中美合作組織協定》，美國提供國軍價值約17,700,000美元的軍需品，其運送於1945年9月2日至次年3月2日之間。雖然這些物資早在馬氏使華之前即已完成移轉，但這筆贈與不在前面所述的贈與項內。除此之外，美軍向中國西南撤出之時，將其遠征緬甸之軍需供給（包含戰鬥用之軍火）出售與中华民国，價格約2500萬美元，其中2000萬美元在該協定上載明是信貸。另外500万美元為分期付款。此軍援本納入1946年8月30日的（美軍）出售財產剩餘的帳目之中，其后则免予偿还，做為對華的恩惠。
海军軍事顧問團方面，1946年7月16日，美国海军部向國民政府派遣海軍顧問團，並移交271艘艦艇，包括護航驅逐艦、兩棲作戰、運輸船以及海岸巡邏艇。公共法案亦授權總統設立駐華海軍任務處，以不超過100名的軍官及200名的士兵為限。1947年12月8日，國府外交部長與美國駐華大使司徒雷敦共同簽署協定，美國以140艘船艦交予國府，美國協助中华民国建立海軍機構，包括建立艦隊、組織、軍港、基地與學校等等。由美國幫助中华民国培養訓練海軍幹部，由中华民国供給美國海軍情報。陆军軍事顧問團方面，美国陆军部於1945年10月要求美軍駐華總司令魏德邁準備成立顧問團，魏德邁於次年2月時在南京設立中國戰區總部，包括陸軍空軍和後勤部隊人員。1946年10月28日中國戰區總部改稱為美國陸軍顧問團。
1946年7月29日到1947年5月26日，在美国总统杜鲁门支持下，马歇尔下令美国对国民政府实行武器禁运。
7月3日，中華民國外交部長王世杰與美國駐華大使司徒雷登在南京簽定《中美經濟援助協定》。同年，行政院設立美援会，美國則在上海成立經濟合作總署中國分署。
1947年秋，美國國務院正式取消美國顧問不得參加國軍訓練中心的限制，至1947年12月已經在中华民国建立了二十幾個新兵訓練中心。到1948年底1949年初美國為國民政府在台灣訓練了四個師，在廣州訓練了一個師。該顧問團還協助國軍陸軍總部進行組織建設，建立陸軍學校制度，與訓練中心制度，並對成都、漢口、台灣、南京和廣州的學校和訓練班做了大幅改進。
1948年12月30日，美援会台灣辦事處成立。1949年中華民國政府遷台，美援会隨之遷往台灣，並且由陳誠擔任主任委員；同年美國停止援助。美援計畫由中華民國與美國聘請美國「懷特工程顧問公司」擔任審查，懷特公司並派出經理狄寶賽於1949年來臺擔任負責人。
戰爭結束後，魏德邁將軍在美国國會作證，杜魯門政府1947年決定停止進一步的培訓國民政府军隊，并对国民政府實施武器禁運，西方記者与決策者不斷指責和批評中國國民黨，這成為國军士氣低落並最終失敗的原因之一。

### 國府遷台后
1951-1964年，美國共援助台灣15億美元，佔台灣資本形成40%左右:608。1953年，由於社會安定、美國援助、黃金儲備及關稅增加，預算赤字只佔生產總值6%，1952－1958年通脹率只有6%到7%，薪酬大幅增長:610。

#### 基礎建設項目

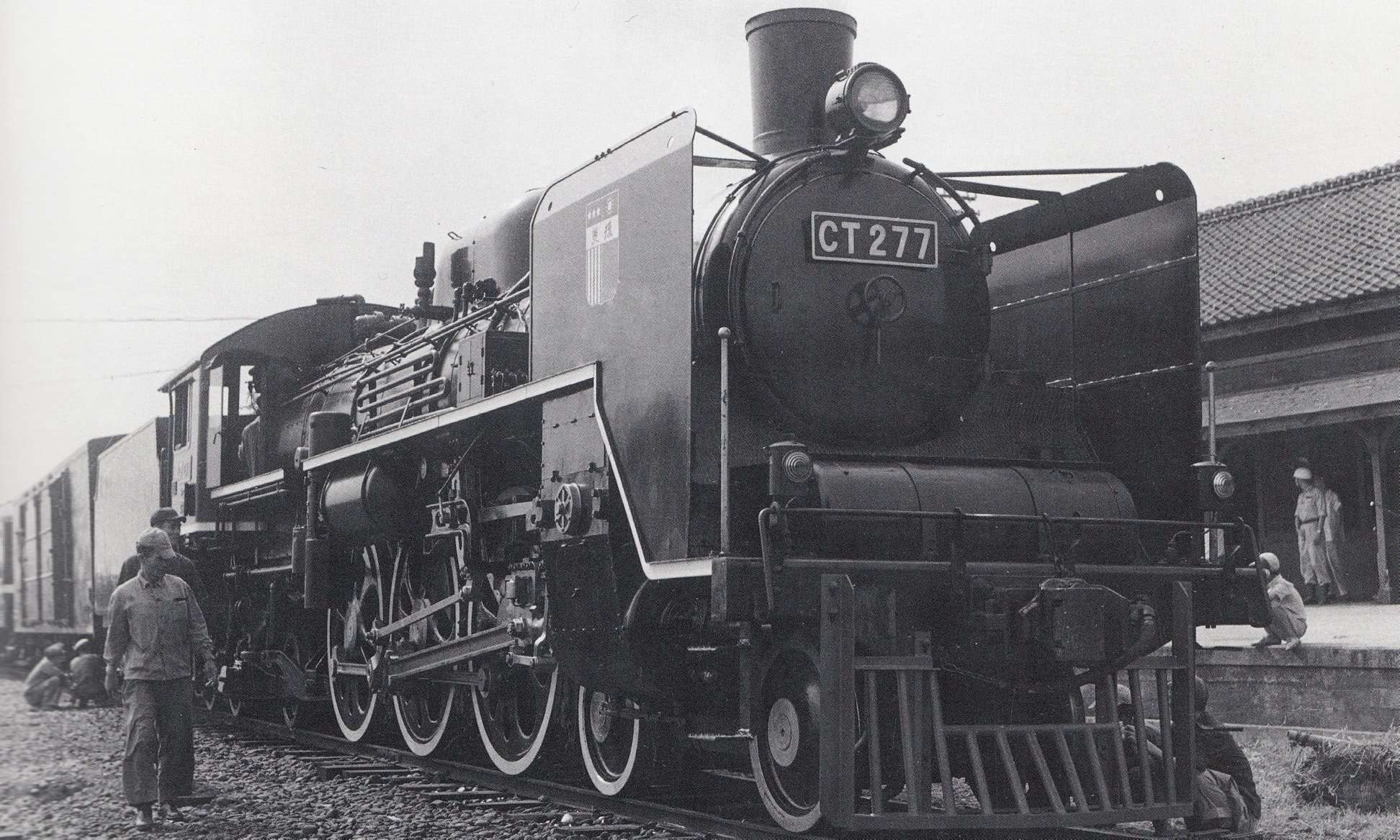
早期美援火車有DT650及CT270型，為當時最快的臺鐵客運火車

美援的項目非常龐雜，包括軍事、電力、交通、肥料、水泥、製糖、造紙等，政府機關及公營事業皆是受援單位，其中交通運輸被列為優先發展的項目──包括鐵道、公路、港口、民航的修築與改善，以及電訊的擴等等。此外美援亦提供民營工業的小型貸款，教育計畫及師資訓練、人員進修計畫等。在美援時期，基礎建設工程中平均有74%的總投資額來自於美援，為美援投資項目中所佔比例最高者。

臺灣電力公司是美援重點資助的機關，位於大甲溪的天輪發電廠是台電第一座獲得美援的大手筆資助之工程，獲得美援支援工程費用、運輸設備及鋼管，於1952年9月21日竣工；第二座美援發電廠是位於台灣東部立霧溪畔的立霧發電廠，獲得美國經濟合作總署撥款資助，於1951年修復原來的發電廠，1954年6月21日第二部機組完工。
其他美援的建設項目包括：霧社水庫、龍澗發電廠、南部火力發電廠、西螺大橋、中橫公路、麥帥公路、石門水庫、民生社區、中興新村、光復新村等。美援更以實際資金來協助臺灣的大學興建校舍，包括國立臺北科技大學第一教學大樓、東海大學、國立成功大學建築系館、臺灣師範大學（樂群堂、工教大樓、英語教學中心、教育資料館及舊圖書館擴建等）、臺灣大學圖書館、國立臺灣大學農業陳列館等。

#### 農業和糧食
因為美國的小麥產量很大，美援麵粉自1948年援華法案簽署後即對台灣開始出口。1950年代韓戰爆發，為防止共產主義滲透，美國對臺灣援助了大量麵粉。台灣各地教會透過天主教與基督教兩福利會收到了來自美國的大量救濟物資，使得天主教、基督教在當時被戲稱為麵粉教。。自1951年起，美國透過中國農村復興聯合委員會給台灣帶來了先進農業技術，促進了家畜和農作物的品種改良，奠定了台灣經濟發展的基礎。1953年以後，政府決定不再直接進口麵粉轉而是進口小麥，以扶持農產品加工業。由於國際米價攀升，政府隨之推行「以麵代米」運動，鼓勵農民以少量白米換取更多量的麵粉，經濟提振也收效顯著。政府同時主導成立了台灣區麵麥食品推廣執行委員會，對臺灣以稻米為主的飲食習慣帶來了根本性變化。委員會給予營養學家管道，以便於傳播北方人高大的原因即是常吃麵食，小麥相比稻米的營養更高；同時委員會安排師傅巡迴講授展示各類麵食製作方法與技巧，中國北方的麵餅、饅頭和包子等，以及西餐的麵包、餅乾等就是那時起在臺灣流行開來。貧苦百姓還會將麵粉袋改作爲内衣内褲，因上面的「中美合作」握手標識，還戲稱為「中美牌」内褲，成爲了台灣的時代縮影。

#### 效果
1950年代的台灣相當貧窮，美援對台灣社會經濟的發展發揮了舉足輕重的影響。美援直接增加當時的物資供給，平抑物價上漲的潛在壓力，促進了臺灣的整體經濟成長，控制了臺灣二戰後的通貨膨脹，減緩了外匯短缺的困境，並且促進中華民國政府的穩定與再一次的資本形成；另外，依照當時中華民國政府的財力，很難迅速重建或擴張有關電力、通訊、道路、港口、水利灌溉等經濟發展的基礎建設，而美援在整個50年代電力固定資本形成毛額中佔了一半，在交通運輸固定資本形成毛額中也佔了4成，對基礎工程建設貢獻很大。
總體而言，由於美援的支持，得以推動以民營中小企業為主的進口替代工業，促進產業轉型，隨著美援使台灣對美國的依賴加重。同時對美國而言也像是投資手段，利用美援培養台灣作為美國的支持者，且台灣在日後經濟起飛富裕，美國便停止國防武器上的援助，改以軍購形式提供。

#### 運用爭議及流言
美援会秘書長王蓬等因不公平運用資金及私下牟利遭監察院懲戒，《自由中國》亦於1957年的社論〈美援運用問題〉針對政府運用美援之效果不彰提出建議。
有未經證實的傳言說，國民黨政府擅自挪用美援資金，導致美援的資金運作遭到嚴重虧空，且孔祥熙、宋子文家族的洗錢行為遭美國國會和聯邦調查局發現，甚至據說美國政府對此十分不滿。然而，宋子文的實際財產與美國政壇跟媒體所指控的數億美金相差太大，且沒有貪污證據；孔祥熙移民美國後，杜魯門下令联邦调查局調查孔家、宋家在美國的財產，並秘密監視孔祥熙，期間並沒有得到關於此的貪污證據。貪汙傳言多引用自美國作家默爾·米勒《直言不諱》一書。歷史學者羅伯特·休·費雷爾在考證米勒臨終前捐贈給杜魯門圖書館的原始錄音和資料之後，認為《直言不諱》中有太多杜撰和捏造。杜魯門傳記作者大衛·麥卡洛也批評米勒的作品，認為其筆下的杜魯門比起當下記錄往往更為嚴厲、苛刻。此外，根據杜魯門總統圖書館暨博物館的記錄，1963年杜魯門在看過《直言不諱》的最初草稿後，透過律師發表的聲明其記載有誤，並不同意該口述記錄的出版。《直言不諱》直到杜魯門去世的兩年後（1974）才出版。歷史學家黎東方所著《細說抗戰》，則描述中華民國只收到8.6億美元，且其內容主要是軍械物資和運輸服務，戰後需償還。
近年來部分學者研究認為，關於美援挪用的指控至今沒有或無法提出實質證據，比如宋子文去世時非固定財產只有100多萬美元，加上20年間大為升值的房產，也就七八百萬美元不過百萬美金級別，跟美國政壇跟媒體所指控的數億美金存款和所謂世界首富相差太大，也有美國學者表示找不到宋子文的貪污證據。

## 文化影響

陽明山上的美援顧問宿舍

由於受到國民政府默許，美式文化成為彼時臺灣知識分子吸收外來思潮最安全、合法、甚至唯一的途徑。英語自此被臺灣人視為具有優勢的世界語言，現代主義思潮隨著美國的文化宣傳被引入，對臺灣文學、藝術、美學觀念的影響延續至今。然而，壟斷、經過挑選的資訊來源也使臺灣人只能藉由受過曲解的、以政治宣傳為目的的途徑理解世界。
民間對美國文化的推崇直到70年代保釣運動開始消退。

### 美新處
冷戰時期，為了避免「自由世界」國家接受共產主義的宣傳，美國嘗試向盟國人民推銷美國文化，若干機構以此為目的設立，如在臺灣就設立了6個美國新聞處。與國民黨「剛性」的國家文藝政策不同，美新處的方式更加「軟性」，如發行刊物、舉辦學術交流計畫（傅爾布萊特計畫）、資助文學雜誌，一方面標榜美國的「自由、開放」，一方面宣傳反共思想。
臺灣的美新處可以被視為以國家力量統籌運作的跨國結構的一環，與其他地區的美新處多有互相連動。香港美新處成立之「今日世界出版社」吸引著名的港台學者如張愛玲、梁實秋加入其翻譯計畫「今日世界譯叢」，其出版的刊物如《今日世界》可見於大學的圖書館，其中大量刊登臺灣作家作品。除此之外，張愛玲也曾在《今日世界》連載小說〈秧歌〉，進而被臺灣讀者認識。
| 刊物名                                         | 出版地點         | 年代                | 發行總卷數    | 型態     | 最高發行量 |
| ---------------------------------------------- | ---------------- | ------------------- | ------------- | -------- | ---------- |
| 《今日世界》（World Today，原譯《今日美國》）  | 香港（今日世界） | 1952~1980年         | 598期         | 半月刊   | 17萬5千    |
| 《中國學生周報》（The Chinese Student Weekly） | 香港（友聯）     | 1952年7月~1974年7月 | -             | 周報     | 3萬        |
| 《學生英文雜誌》（Student Review）             | 臺灣             | 1953~1970年5月      | 18卷，共150期 | 一年一卷 | -          |
| 《亞洲畫報》（The Asia Pictorial）             | 香港（亞洲）     | 1953年5月~?         | -             | -        | -          |

| 原文                                               | 翻譯                   |                                      |
| -------------------------------------------------- | ---------------------- | ------------------------------------ |
| 美國出打馬膠，台灣出土腳                           | 美國出柏油，台灣出土地 | 說明美援對戰後台灣重建交通建設的貢獻 |
| 來來來，來台大；去去去，去美國；看看看，看今日世界 | -                      | 美援時期流行於大學生之間的順口溜     |

## 外部連結
- 美援回憶錄
- 保衛大台灣的美援(1949~1957)
- 汪浩觀點：蔣介石運來臺灣的黃金去哪了？ （页面存档备份，存于）
- 前美新處處長Richard M. McCarthy於1988年的採訪回憶錄 （页面存档备份，存于）